# Staartploeg

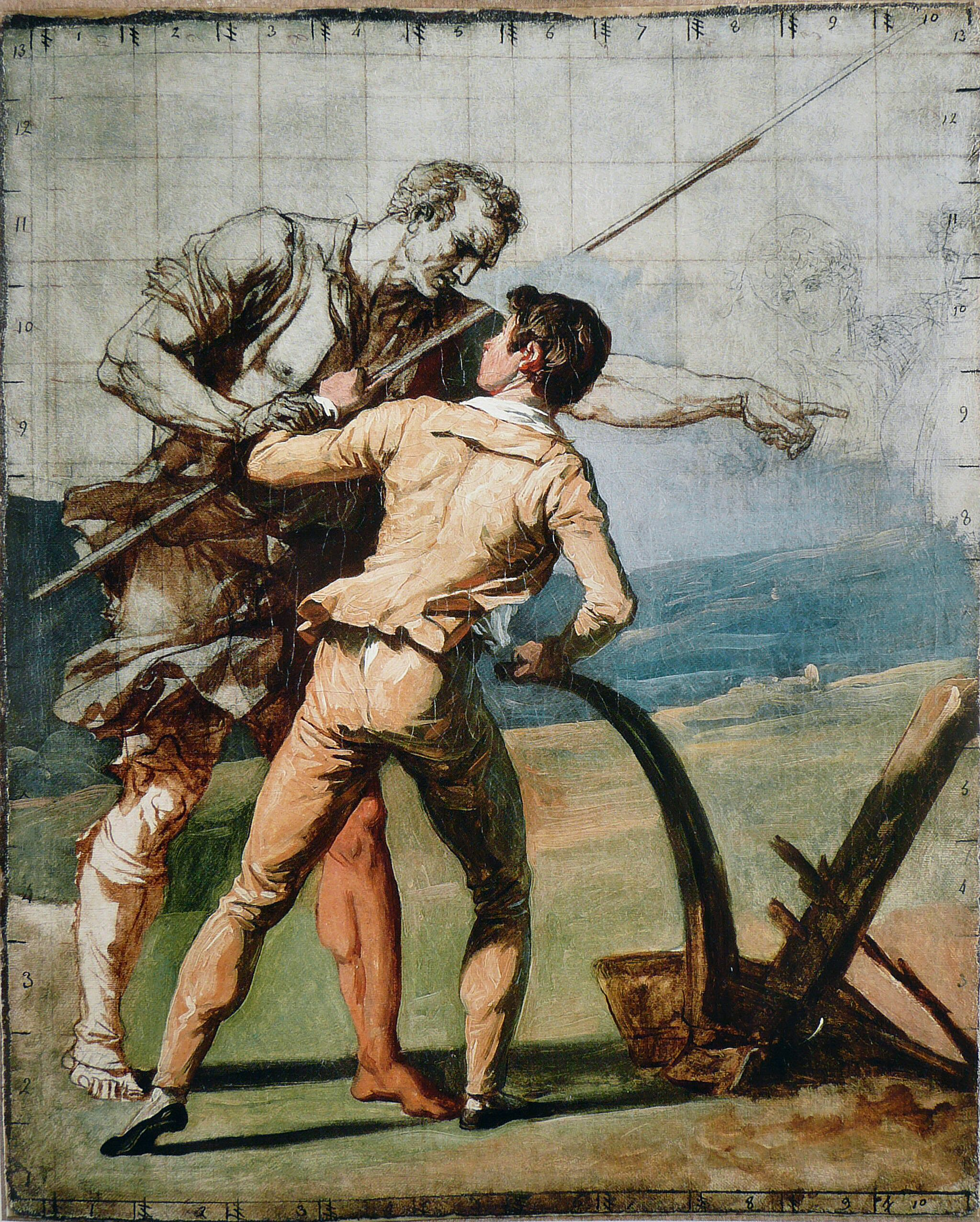
Verhalende schets van een staartploeg, ca. 1790 van François-André Vincent

De staartploeg is een variant van de ploeg die vanaf de 16e eeuw in Nederland werd gebruikt. De ploeg heeft aan de achterzijde een enkele handgreep ter besturing.

## Aanleiding
De toenemende bevolkingsdruk in de Nieuwe Tijd deed de prijzen van het voedsel stijgen. Het voedsel werd schaars voor grote delen van de bevolking. De stijgende prijzen zorgden voor hongersnood. Men begon te zoeken naar manieren om de landbouwproductie op te voeren.

## Oplossing
Een oplossing kon gezocht worden in het uitbreiden van het aantal landbouwwerktuigen of de bestaande te verbeteren. Dit deed men ook met de ploeg. De voorgaande ploeg was een zwaar, groot en lomp werktuig. De staartploeg daarentegen is kleiner, waardoor hij ook wat lichter is. Eén paard kon deze ploeg voorttrekken. 
Er wordt gebruikgemaakt van kleine wielen. De besturing kwam een stuk hoger, waardoor de boeren zich niet zo ver voorover moesten bukken. De staartploeg was veel efficiënter en gemakkelijker in gebruik en dit leidde tot een hogere voedselproductie.

## Overige
Staartploeg is ook een term uit de sportjournalistiek en betekent dan de laagstscorende ploeg.